# Понте-Капріаска
Понте-Капріаска (італ. Ponte Capriasca) — громада  в Швейцарії в кантоні Тічино, округ Лугано.

## Географія
Громада розташована на відстані близько 155 км на південний схід від Берна, 17 км на південь від Беллінцони.
Понте-Капріаска має площу 6,2 км², з яких на 8,9% дозволяється будівництво (житлове та будівництво доріг), 12,2% використовуються в сільськогосподарських цілях, 52,5% зайнято лісами, 26,4% не є продуктивними (річки, льодовики або гори).

## Демографія
2019 року в громаді мешкало 1907 осіб (+14,3% порівняно з 2010 роком), іноземців було 14,9%. Густота населення становила 309 осіб/км².
За віковим діапазоном населення розподілялося таким чином: 22,9% — особи молодші 20 років, 58,6% — особи у віці 20—64 років, 18,5% — особи у віці 65 років та старші. Було 778 помешкань (у середньому 2,4 особи в помешканні).
Із загальної кількості 216 працюючих 9 було зайнятих в первинному секторі, 35 — в обробній промисловості, 172 — в галузі послуг.